# Jacob Tsimerman
Jacob Tsimerman (Kasan, 26 de abril de 1988) é um matemático canadense, que trabalha com teoria dos números e geometria algébrica.
Tsimerman foi com sua família em 1990 para Israel e em 1996 para o Canadá. Obteve em 2011 um doutorado na Universidade de Princeton, orientado por Peter Sarnak. É desde 2014 professor assistente da Universidade de Toronto.
Recebeu o Prêmio SASTRA Ramanujan de 2015 e o Prêmio André Aisenstadt de 2017.
Para 2018 está convidado como palestrante do Congresso Internacional de Matemáticos no Rio de Janeiro.

## Publicações selecionadas
- Towards an unconditional proof of the Andre-Oort conjecture and surrounding problems, 2011. (Dissertation)
- A proof of the André-Oort conjecture for {\displaystyle A_{g}}. Preprint 2015. Arxiv
- Brauer-Siegel for arithmetic tori and lower bounds for Galois orbits of special points. In: Journal of the American Mathematical Society. Volume 25, 2012, p. 1091–1117. Arxiv
- The existence of an abelian variety over {\displaystyle {\overline {\mathbb {Q} }}} isogeneous to no Jacobean. In: Annals of Mathematics. Volume 176, 2012, p. 637–650. Arxiv
- com Jonathan Pila: Ax-Lindemann for {\displaystyle A_{g}}. In: Annals of Mathematics. Volume 179, 2014, p. 659–681. Arxiv
- com Manjul Bhargava, Arul Shankar: On the Davenport-Heilbronn theorems and second order terms. In: Inventiones Mathematicae. Volume 193, 2013, p. 439–499. Arxiv
- com Jonathan Pila: André-Oort conjecture for the moduli space of abelian surfaces. In: Composition Mathematica. Volume 149, 2013, p. 204–216. Arxiv